# Knattebrauta
Knattebrauta är en kulle i Antarktis. Den ligger i Östantarktis. Norge gör anspråk på området. Toppen på Knattebrauta är 1 769 meter över havet, eller 184 meter över den omgivande terrängen. Bredden vid basen är 11,2 km.
Terrängen runt Knattebrauta är platt åt nordväst, men åt sydost är den kuperad. Trakten är obefolkad. Det finns inga samhällen i närheten. 